# Aluísio Dias
Aluísio Dias (Rio de Janeiro, 1911 — Rio de Janeiro, 12 de junho de 1991) foi um compositor, violonista e cantor brasileiro.
Em 1924, aos 12 anos, foi morar no Morro da Mangueira, mas só em 1930 conheceu Cartola, logo se tornando seu parceiro e amigo.
Fundador da ala dos compositores da Estação Primeira de Mangueira e da galeria da Velha Guarda, foi também presidente da escola. Casado com Tia Zélia, também compositora e uma das pastoras da escola, foi chamado de "Professor" por ter ensinado violão a vários compositores, entre eles Nelson Sargento e Geraldo Pereira.

## Discografia
- Mangueira chegou
- Cartola entre amigos